# ステップ・シスターズ
『ステップ・シスターズ』（原題:Step Sisters）は2018年に配信されたアメリカ合衆国のコメディ映画である。監督はチャールズ・ストーン三世、主演はメガリン・エキカンウォークが務めた。

## 概略
ジャミラは野心的な大学生で、ハーバード大学のロースールに進学するべく日々努力していた。ジャミラは勉学にばかり励んでいたわけではない。アフリカ系女子学生会のまとめ役を務めると共に、ダンスグループのリーダーも務めていた。ジャミラたちのダンスの腕前はなかなかのものであった。
そんなある日、白人女子学生のグループがパーティーで乱痴気騒ぎを起こしたため、大学の評判が悪化してしまった。大学は彼女たちを更生させるべく、ダンスに打ち込ませることにしたが、そのコーチに任命されたのはジャミラだった。当初、ジャミラは白人の女子学生たちにダンスを教えることを断ろうとしたが、「協力してくれるなら、君に有利な推薦状を書く」と言われたため、やむなく申し出を受けることにしたのである。しかし、彼女たちはジャミラの想像を超えるリズム音痴であった。

## キャスト
- メガリン・エキカンウォーク - ジャミラ（吹替：平野夏那子）
- リンドン・スミス - ダニエル（吹替：佐竹海莉）
- イーデン・シェール - ベス（吹替：小松由佳）
- シェリル・リー・ラルフ - イヴォンヌ・ビショップ
- ゲイジ・ゴライトリー - リビー（吹替：米本早希）
- アレッサンドラ・トレサーニ - アンバー
- ニア・ジャーヴィア - ソーンドラ
- マルク・リチャードソン - ケヴィン（吹替：鶴岡聡）
- ロバート・カーティス・ブラウン - ディーン・バーマン
- マット・マクゴーリ - デイン
- ナトゥーリ・ノートン - アイーシャ
- L・ウォーレン・ヤング - ラングストン・ビショップ
- アシュリー・ブリー・ギラム - シェリル

## 製作
2015年11月20日、ブロード・グリーン・ピクチャーズが新作映画『Ain't No Half Steppin'』の製作に着手し、チャールズ・ストーン三世を監督に起用したと報じられた。2016年5月26日、本作の主要キャストが発表されると共に、タイトルが『Step Sisters』に変更されたとの報道があった。2017年4月12日、ローラ・カープマンとラファエル・サディークが本作で使用される楽曲を手掛けることになったと報じられた。

## 公開・マーケティング
当初、本作は2017年3月31日に全米公開される予定だったが、2017年2月に突如として公開スケジュールから引き上げられた。同年11月9日、Netflixが本作の配信権を購入したと報じられた。2018年1月2日、本作のオフィシャル・トレイラーが公開された。

## 評価
本作に対する批評家からの評価は芳しいものではない。映画批評集積サイトのRotten Tomatoesには9件のレビューがあり、批評家支持率は22%、平均点は10点満点で4.25点となっている。